# Championnat de France de football 2013-2014
Navigation
Ligue 1 2012-2013 Ligue 1 2014-2015
La saison 2013-2014 de Ligue 1 est la 76e édition du championnat de France de football et la douzième sous l'appellation « Ligue 1 ». Elle voit la remontée dans l'élite de 2 clubs historiques du championnat : le FC Nantes et l'AS Monaco, après respectivement 4 et 2 ans d'absence. La saison débute le 9 août 2013 et se termine le 17 mai 2014. Le championnat sacre le Paris Saint-Germain pour la deuxième année consécutive.

## Participants
| \| Paris SG Olympique de Marseille Olympique lyonnais AS Saint-Étienne OGC Nice Lille OSC Montpellier HSC FC Girondins de Bordeaux FC Lorient Stade rennais FC Toulouse FC AS Monaco FC FC Nantes EA Guingamp Valenciennes FC SC Bastia Stade de Reims FC Sochaux 0Évian TG AC Ajaccio \| Localisation des clubs engagés dans le championnat. |
| Paris SG Olympique de Marseille Olympique lyonnais AS Saint-Étienne OGC Nice Lille OSC Montpellier HSC FC Girondins de Bordeaux FC Lorient Stade rennais FC Toulouse FC AS Monaco FC FC Nantes EA Guingamp Valenciennes FC SC Bastia Stade de Reims FC Sochaux 0Évian TG AC Ajaccio                                                           |

Les 17 premiers du Championnat de France de football 2012-2013 ainsi que les trois premiers de la Ligue 2 2012-2013 participent à la compétition.
Légende des couleurs
- Phase de groupes de la Ligue des champions 2013-2014
- Troisième tour de qualification de la Ligue des champions 2013-2014
- Phase de groupes de la Ligue Europa 2013-2014
- Barrages de la Ligue Europa 2013-2014
- Troisième tour de qualification de la Ligue Europa 2013-2014
- Promu de Ligue 2 2012-2013

| Club                     | Dernière montée | Budget en M€ | Classement 2012-2013 | Entraîneur                            | Depuis | Stade                                        | Capacité théorique | Nombre de saisons en Ligue 1 |
| ------------------------ | --------------- | ------------ | -------------------- | ------------------------------------- | ------ | -------------------------------------------- | ------------------ | ---------------------------- |
| Paris SG                 | 1974            | 400          | 1                    | Laurent Blanc                         | 2013   | Parc des Princes                             | 48 527             | 40                           |
| Olympique de Marseille   | 1996            | 125          | 2                    | Élie Baup José Anigo                  | 2013   | Stade Vélodrome                              | 60 032             | 63                           |
| Olympique lyonnais       | 1989            | 133          | 3                    | Rémi Garde                            | 2011   | Stade de Gerland                             | 41 842             | 54                           |
| OGC Nice                 | 2002            | 32           | 4                    | Claude Puel                           | 2012   | Stade du Ray (2 matchs) puis Allianz Riviera | 35 624             | 54                           |
| AS Saint-Étienne         | 2004            | 70           | 5                    | Christophe Galtier                    | 2009   | Stade Geoffroy-Guichard                      | 38 458             | 60                           |
| Lille OSC                | 2000            | 75           | 6                    | René Girard                           | 2013   | Stade Pierre-Mauroy                          | 50 186             | 53                           |
| FC Girondins de Bordeaux | 1992            | 58           | 7                    | Francis Gillot                        | 2011   | Stade Chaban-Delmas                          | 34 694             | 60                           |
| FC Lorient               | 2006            | 36           | 8                    | Christian Gourcuff                    | 2003   | Stade du Moustoir                            | 18 110             | 9                            |
| Montpellier-Hérault SC   | 2009            | 39           | 9                    | Jean Fernandez Rolland Courbis        | 2013   | Stade de la Mosson                           | 32 950             | 30                           |
| Toulouse FC              | 2003            | 32           | 10                   | Alain Casanova                        | 2008   | Stadium                                      | 35 575             | 25                           |
| Valenciennes FC          | 2006            | 32           | 11                   | Daniel Sanchez Ariël Jacobs           | 2013   | Stade du Hainaut                             | 25 172             | 32                           |
| SC Bastia                | 2012            | 22           | 12                   | Frédéric Hantz                        | 2010   | Stade Armand-Cesari                          | 17 000             | 30                           |
| Stade rennais FC         | 1994            | 44           | 13                   | Philippe Montanier                    | 2013   | Stade de la route de Lorient                 | 29 778             | 56                           |
| Stade de Reims           | 2012            | 27           | 14                   | Hubert Fournier                       | 2010   | Stade Auguste-Delaune                        | 21 628             | 30                           |
| FC Sochaux-Montbéliard   | 2001            | 40           | 15                   | Éric Hély Hervé Renard                | 2013   | Stade Auguste-Bonal                          | 20 005             | 65                           |
| Évian TG                 | 2011            | 28           | 16                   | Pascal Dupraz                         | 2012   | Parc des Sports d'Annecy                     | 15 714             | 3                            |
| AC Ajaccio               | 2011            | 22           | 17                   | Fabrizio Ravanelli Christian Bracconi | 2013   | Stade François-Coty                          | 10 500             | 12                           |
| AS Monaco FC             | 2013            | 130          | 1 (L2)               | Claudio Ranieri                       | 2012   | Stade Louis-II                               | 18 523             | 54                           |
| EA Guingamp              | 2013            | 22           | 2 (L2)               | Jocelyn Gourvennec                    | 2010   | Stade du Roudourou                           | 18 256             | 7                            |
| FC Nantes                | 2013            | 32           | 3 (L2)               | Michel Der Zakarian                   | 2012   | Stade de la Beaujoire                        | 37 473             | 45                           |

## Compétition

### Règlement
Le classement du championnat est calculé avec le barème de points suivant : une victoire vaut trois points, le match nul un. La défaite ne rapporte aucun point.
Critères de départage :
1. plus grande différence de buts générale ;
2. plus grand nombre de buts marqués ;
3. plus grande différence de buts particulière ;
4. meilleure place au Challenge du fair-play (1 point par joueur averti, 3 points par joueur exclu)[2].

Trois clubs se qualifient en Ligue des champions : les trois premiers du championnat 
- Les deux premières places sont qualificatives pour la phase de groupes
- Le troisième accède au troisième tour de qualification : deux qualifications lui seront nécessaires pour accéder à la phase de groupes, en cas d’échec à l'un des deux tours, il est reversé au tour suivant de Ligue Europa

Trois tickets pour la Ligue Europa sont distribués, dont un au moins au championnat.
- Le vainqueur de la coupe nationale. Si le vainqueur de la coupe nationale est déjà qualifié pour la Ligue des champions, le finaliste de la Coupe prend une place. Si le finaliste de la coupe nationale est également qualifié pour la Ligue des champions, la place est reversée au cinquième du championnat.
- le quatrième du championnat
- Le vainqueur de la coupe de la Ligue. Si le vainqueur de la coupe de la Ligue est déjà qualifié par l'un des cinq cas ci-dessus, la place est reversée au meilleur club en championnat non qualifié (cinquième ou sixième). Le finaliste de la Coupe de la Ligue ne prend jamais la place.
- L'inscription des clubs en Europa Ligue se fait dans l'ordre du classement en championnat, exception faite pour le vainqueur de la Coupe de France qui prend systématiquement la première position (cette priorité ne s'applique pas pour le finaliste repêché si le vainqueur est déjà qualifié pour la Ligue des champions). La première position qualifie pour la phase de groupe, la seconde pour les barrages, et la troisième pour le 3e tour de qualifications.

### Classement
Source : classement officiel
| Rang | Équipe                    | Pts | J  | G  | N  | P  | Bp | Bc | Diff |
| ---- | ------------------------- | --- | -- | -- | -- | -- | -- | -- | ---- |
| 1    | Paris Saint-Germain T S L | 89  | 38 | 27 | 8  | 3  | 84 | 23 | +61  |
| 2    | AS Monaco FC P            | 80  | 38 | 23 | 11 | 4  | 63 | 31 | +32  |
| 3    | Lille OSC                 | 71  | 38 | 20 | 11 | 7  | 46 | 26 | +20  |
| 4    | AS Saint-Étienne          | 69  | 38 | 20 | 9  | 9  | 56 | 34 | +22  |
| 5    | Olympique lyonnais        | 61  | 38 | 17 | 10 | 11 | 56 | 44 | +12  |
| 6    | Olympique de Marseille    | 60  | 38 | 16 | 12 | 10 | 53 | 40 | +13  |
| 7    | FC Girondins de Bordeaux  | 53  | 38 | 13 | 14 | 11 | 49 | 43 | +6   |
| 8    | FC Lorient                | 49  | 38 | 13 | 10 | 15 | 48 | 53 | -5   |
| 9    | Toulouse FC               | 49  | 38 | 12 | 13 | 13 | 46 | 53 | -7   |
| 10   | SC Bastia                 | 49  | 38 | 13 | 10 | 15 | 42 | 56 | -14  |
| 11   | Stade de Reims            | 48  | 38 | 12 | 12 | 14 | 44 | 52 | -8   |
| 12   | Stade rennais FC          | 46  | 38 | 11 | 13 | 14 | 47 | 45 | +2   |
| 13   | FC Nantes P               | 46a | 38 | 12 | 10 | 16 | 38 | 43 | -5   |
| 14   | Évian TG                  | 44  | 38 | 11 | 11 | 16 | 39 | 51 | -12  |
| 15   | Montpellier HSC           | 42  | 38 | 8  | 18 | 12 | 45 | 53 | -8   |
| 16   | EA Guingamp P C           | 42  | 38 | 11 | 9  | 18 | 34 | 42 | -8   |
| 17   | OGC Nice                  | 42  | 38 | 12 | 6  | 20 | 30 | 44 | -14  |
| 18   | FC Sochaux-Montbéliard    | 40  | 38 | 10 | 10 | 18 | 37 | 61 | -24  |
| 19   | Valenciennes FC           | 29  | 38 | 7  | 8  | 23 | 37 | 65 | -28  |
| 20   | AC Ajaccio                | 23  | 38 | 4  | 11 | 23 | 37 | 72 | -35  |

Qualifications européennes
Ligue des champions 2014-2015
- 1er et 2e du championnat : phase de groupes
- 3e du championnat : troisième tour de qualification

Ligue Europa 2014-2015
- vainqueur de la Coupe de France : phase de groupes
- 4e du championnat : quatrième tour de qualification (barrages)
- 5e du championnat : troisième tour de qualification

Relégation en Ligue 2
- 18e, 19e et 20e du championnat

Abréviations
- T : Tenant du titre
- C : Vainqueur de la Coupe de France 2013-2014
- L : Vainqueur de la Coupe de la Ligue 2013-2014
- S : Vainqueur du Trophée des champions 2013
- P : Promus de Ligue 2 2012-2013

Note
a Le 12 février 2014, la LFP donne match perdu 0-0 au FC Nantes, le bénéfice de la victoire revenant au SC Bastia. Cette rencontre de la première journée avait été remportée 2-0 par les Nantais, mais leur joueur Abdoulaye Touré, entré en jeu à la 67e minute, était sous le coup d'une suspension d'un match ferme datant de la saison 2012-2013. La commission des compétitions de la LFP avait déjà donné cette décision dès le 11 septembre 2013, mais les Nantais avaient interjeté appel. Tour à tour, la Commission supérieure d’appel de la FFF (décision du 31 octobre 2013), le CNOSF (décision du 5 février 2014) puis la LFP ont confirmé cette décision côté instances sportives. Le FC Nantes s'est donc ensuite tournée vers les instances judico-administratives et là aussi le match perdu sur tapis vert par Nantes a été confirmé tour à tour par le tribunal administratif de Nantes, par la Cour d'appel administrative de Nantes puis par le Conseil d'Etat, ultime et dernier recours.

### Matchs
| Résultats (▼dom., ►ext.)                                   | ACA | SCB  | GB  | ETG | EAG | LOSC | FCL | OL  | OM  | ASM | MHSC | FCN | OGCN | PSG | SDR | SRFC | ASSE | FCSM | TFC | VAFC |
| AC Ajaccio                                                 |     | 1-1  | 1-1 | 2-3 | 1-2 | 2-3  | 1-2 | 2-1 | 1-3 | 1-4 | 1-1  | 0-1 | 0-0  | 1-2 | 2-1 | 3-1  | 0-1  | 1-1  | 2-2 | 1-3  |
| SC Bastia                                                  | 2-1 |      | 1-0 | 2-0 | 3-2 | 1-1  | 4-1 | 1-3 | 0-0 | 0-2 | 0-0  | 0-0 | 1-0  | 0-3 | 2-0 | 1-0  | 0-2  | 1-1  | 2-1 | 2-0  |
| FC Girondins de Bordeaux                                   | 4-0 | 1-0  |     | 2-1 | 5-1 | 1-0  | 3-2 | 1-2 | 1-1 | 0-2 | 2-0  | 0-3 | 1-1  | 0-2 | 0-0 | 2-2  | 2-0  | 4-1  | 0-1 | 2-1  |
| Évian TG                                                   | 1-1 | 2-1  | 1-1 |     | 1-2 | 2-2  | 0-4 | 2-1 | 1-2 | 1-0 | 2-2  | 2-0 | 2-0  | 2-0 | 1-1 | 1-2  | 1-2  | 1-1  | 2-1 | 0-1  |
| EA Guingamp                                                | 2-1 | 1-1  | 0-1 | 0-1 |     | 0-0  | 2-0 | 0-1 | 1-3 | 0-2 | 1-2  | 1-0 | 1-0  | 1-1 | 1-2 | 2-0  | 0-0  | 5-1  | 2-0 | 1-0  |
| Lille OSC                                                  | 3-0 | 2-1  | 2-1 | 3-0 | 1-0 |      | 1-0 | 0-0 | 1-0 | 2-0 | 2-0  | 0-0 | 0-2  | 1-3 | 1-2 | 1-1  | 1-0  | 2-0  | 1-0 | 1-0  |
| FC Lorient                                                 | 1-0 | 1-1  | 3-3 | 1-1 | 2-0 | 1-4  |     | 2-2 | 0-2 | 2-2 | 4-4  | 2-1 | 3-0  | 0-1 | 0-0 | 2-0  | 1-0  | 2-1  | 1-3 | 1-0  |
| Olympique lyonnais                                         | 3-1 | 4-1  | 1-1 | 3-0 | 2-0 | 0-0  | 0-1 |     | 2-2 | 2-3 | 0-0  | 3-1 | 4-0  | 1-0 | 0-1 | 0-0  | 1-2  | 2-0  | 1-1 | 1-1  |
| Olympique de Marseille                                     | 3-1 | 3-0  | 2-2 | 2-0 | 1-0 | 0-0  | 1-0 | 4-2 |     | 1-2 | 2-0  | 0-1 | 0-1  | 1-2 | 2-3 | 0-1  | 2-1  | 2-1  | 2-2 | 2-1  |
| AS Monaco FC                                               | 1-0 | 3-0  | 1-1 | 1-1 | 1-1 | 1-1  | 1-0 | 2-1 | 2-0 |     | 4-1  | 3-1 | 1-0  | 1-1 | 3-2 | 3-2  | 2-1  | 2-1  | 0-0 | 1-2  |
| Montpellier HSC                                            | 2-0 | 0-2  | 1-1 | 1-1 | 1-1 | 0-1  | 0-2 | 5-1 | 2-3 | 1-1 |      | 1-1 | 3-1  | 1-1 | 0-0 | 0-0  | 0-1  | 2-1  | 2-1 | 0-0  |
| FC Nantes                                                  | 2-2 | 0-0a | 0-0 | 3-0 | 1-0 | 0-1  | 1-0 | 1-2 | 1-1 | 0-1 | 2-1  |     | 2-0  | 1-2 | 0-0 | 0-3  | 1-3  | 1-0  | 1-2 | 2-1  |
| OGC Nice                                                   | 2-0 | 2-0  | 1-2 | 3-1 | 1-0 | 1-0  | 1-2 | 0-1 | 1-0 | 0-3 | 2-2  | 0-0 |      | 0-1 | 1-0 | 2-1  | 0-1  | 1-0  | 0-2 | 4-0  |
| Paris Saint-Germain FC                                     | 1-1 | 4-0  | 2-0 | 1-0 | 2-0 | 2-2  | 4-0 | 4-0 | 2-0 | 1-1 | 4-0  | 5-0 | 3-1  |     | 3-0 | 1-2  | 2-0  | 5-0  | 2-0 | 3-0  |
| Stade de Reims                                             | 4-1 | 4-2  | 1-0 | 1-0 | 1-1 | 2-1  | 1-1 | 0-2 | 1-1 | 1-1 | 2-4  | 0-0 | 1-0  | 0-3 |     | 1-3  | 2-2  | 0-1  | 1-2 | 3-1  |
| Stade rennais FC                                           | 2-0 | 3-0  | 1-1 | 0-0 | 0-2 | 0-0  | 1-1 | 2-0 | 1-1 | 0-1 | 2-2  | 1-3 | 0-0  | 1-3 | 2-1 |      | 3-1  | 1-2  | 2-3 | 2-2  |
| AS Saint-Étienne                                           | 3-1 | 2-2  | 2-1 | 1-0 | 1-0 | 2-0  | 3-2 | 1-2 | 1-1 | 2-0 | 2-0  | 2-0 | 1-1  | 2-2 | 4-0 | 0-0  |      | 3-1  | 1-2 | 3-0  |
| FC Sochaux                                                 | 0-0 | 1-1  | 2-0 | 0-3 | 1-0 | 0-2  | 2-0 | 1-3 | 1-1 | 2-2 | 0-2  | 1-0 | 2-0  | 1-1 | 2-1 | 1-0  | 0-0  |      | 2-0 | 2-0  |
| Toulouse FC                                                | 1-1 | 1-3  | 1-1 | 1-1 | 0-0 | 1-2  | 1-0 | 0-0 | 1-1 | 0-2 | 1-1  | 1-1 | 1-0  | 2-4 | 3-2 | 0-5  | 0-0  | 5-1  |     | 3-1  |
| Valenciennes FC                                            | 2-3 | 3-2  | 0-1 | 0-1 | 1-1 | 0-1  | 1-1 | 1-2 | 0-1 | 1-2 | 1-1  | 2-6 | 2-1  | 0-1 | 1-1 | 2-1  | 1-3  | 2-2  | 3-0 |      |
| - Victoire à domicile - Match nul - Victoire à l'extérieur |     |      |     |     |     |      |     |     |     |     |      |     |      |     |     |      |      |      |     |      |

## Événements de la saison
- 11 mai 2013 : l'AS Monaco est promu en Ligue 1.
- 17 mai 2013 : le FC Nantes et l'EA Guingamp sont promus en Ligue 1.
- 9 août 2013 : match d'ouverture de la saison : Montpellier HSC-Paris-SG (1-1)
- 1er septembre 2013 : pour le premier choc de la saison, l'OM perd face à l'AS Monaco sur le score de 2-1.
- 22 septembre 2013 : Le Paris SG fait match nul 1-1 face à son rival pour le titre l'AS Monaco. Les buteurs sont  Zlatan Ibrahimović et Radamel Falcao.
- 26 septembre 2013 : Éric Hély démissionne de son poste d'entraîneur du FC Sochaux. Il est remplacé par Hervé Renard [3].
- 6 octobre 2013 : le Paris SG remporte le classico au Stade Vélodrome sur le score de 2 buts à 1.
- 7 octobre 2013 : Daniel Sanchez est mis à l'écart de son poste d'entraîneur du Valenciennes FC. Il est remplacé par le Belge Ariël Jacobs [4].
- 2 novembre 2013 : après une défaite de l'Ajaccio face à la lanterne rouge du championnat, le Valenciennes FC, Fabrizio Ravanelli est démis de ses fonctions [5].
- 3 novembre 2013 : l'AS Monaco perd son premier match de la saison face au LOSC.
- 3 décembre 2013 : le LOSC s'impose face à l'Olympique de Marseille 1-0 et son gardien Vincent Enyeama porte sa série d'invincibilité à 1035 minutes.
- 4 décembre 2013 : Le Paris Saint-Germain perd son premier match de la saison face à Évian Thonon-Gaillard, mettant ainsi fin à une série de 36 matchs sans défaite. Mickaël Landreau bat le record de matchs en Ligue 1 avec 603 rencontres à l'occasion du match entre l'AC Ajaccio et le SC Bastia.
- 5 décembre 2013 : par suite des mauvais résultats de son club, Jean Fernandez démissionne de son poste d'entraîneur du Montpellier HSC [6]. Il est remplacé par Rolland Courbis.
- 7 décembre 2013 : le Paris Saint-Germain gagne avec la manière face au FC Sochaux sur le score de 5-0 avec 2 buts de Zlatan Ibrahimović. Au même moment, Élie Baup se fait limoger par son équipe de l'OM. Il est temporairement remplacé par José Anigo[7].
- 15 décembre 2013 : le choc des Olympique s'est terminé avec un match nul, 2 partout.
- 20 décembre 2013 : le Paris Saint-Germain FC termine la première partie de saison champion d'automne à la suite de la défaite de l'AS Monaco face à Valenciennes FC.
- 20 avril 2014 : l'AC Ajaccio est officiellement relégué en Ligue 2 après sa défaite contre le SC Bastia (2-1) au derby corse.
- 27 avril 2014 : grâce à sa victoire contre Bordeaux, Lille est assuré de jouer une compétition européenne lors de la prochaine saison.
- 4 mai 2014 : Valenciennes FC est relégué en Ligue 2 après sa défaite contre les Girondins de Bordeaux (1-0) au Stade du Hainaut. L'AS Saint-Etienne est assuré de jouer une compétition européenne lors de la saison prochaine.
- 7 mai 2014 : Le Paris Saint-Germain FC devient champion de France à la suite du match nul de l'AS Monaco face à l'EA Guingamp (1-1)
- 17 mai 2014 : le LOSC valide sa 3e place qualificative pour la Ligue des champions aux dépens de l'AS Saint-Etienne, qui se qualifie pour la Ligue Europa. L'Olympique lyonnais valide sa place en Ligue Europa devant l'OM. Le FC Sochaux est relégué en Ligue 2 après sa défaite contre Évian Thonon-Gaillard (0-3).

## Statistiques

### Domicile et extérieur
Source : Classement domicile et Classement extérieur sur LFP.fr.
| Rang | Équipe                 | Pts | J  | G  | N | P  | Bp | Bc | Diff |
| ---- | ---------------------- | --- | -- | -- | - | -- | -- | -- | ---- |
| 1    | Paris Saint-Germain FC | 48  | 19 | 15 | 3 | 1  | 58 | 7  | +51  |
| 2    | AS Monaco FC           | 42  | 19 | 12 | 6 | 1  | 46 | 10 | +36  |
| 3    | LOSC Lille             | 42  | 19 | 13 | 3 | 3  | 25 | 10 | +15  |
| 4    | AS Saint-Étienne       | 41  | 19 | 12 | 5 | 2  | 37 | 15 | +22  |
| 5    | SC Bastia              | 35  | 19 | 10 | 5 | 4  | 24 | 18 | +6   |
| 6    | Girondins de Bordeaux  | 34  | 19 | 10 | 4 | 5  | 31 | 20 | +11  |
| 7    | Olympique de Marseille | 33  | 19 | 10 | 3 | 6  | 30 | 20 | +10  |
| 8    | OGC Nice               | 32  | 19 | 10 | 2 | 7  | 22 | 16 | +6   |
| 9    | Olympique lyonnais     | 31  | 19 | 8  | 7 | 4  | 30 | 15 | +15  |
| 10   | FC Lorient             | 31  | 19 | 8  | 7 | 4  | 29 | 25 | +4   |
| 11   | FC Sochaux             | 30  | 19 | 8  | 6 | 5  | 20 | 18 | +2   |
| 12   | EA Guingamp            | 28  | 19 | 8  | 4 | 7  | 21 | 16 | +5   |
| 13   | Évian Thonon Gaillard  | 27  | 19 | 7  | 6 | 6  | 25 | 24 | +1   |
| 14   | Stade de Reims         | 27  | 19 | 7  | 6 | 6  | 26 | 26 | 0    |
| 15   | FC Nantes              | 26  | 19 | 7  | 4 | 8  | 19 | 19 | 0    |
| 16   | Montpellier HSC        | 24  | 19 | 5  | 9 | 5  | 22 | 19 | +3   |
| 17   | Toulouse FC            | 24  | 19 | 5  | 9 | 5  | 23 | 26 | -3   |
| 18   | Stade Rennais FC       | 23  | 19 | 5  | 8 | 6  | 24 | 23 | +1   |
| 19   | Valenciennes FC        | 17  | 19 | 4  | 5 | 10 | 23 | 31 | -8   |
| 20   | AC Ajaccio             | 17  | 19 | 4  | 5 | 10 | 25 | 37 | -12  |

| Rang | Équipe                   | Pts | J  | G  | N  | P  | Bp | Bc | Diff |
| ---- | ------------------------ | --- | -- | -- | -- | -- | -- | -- | ---- |
| 1    | Paris Saint-Germain FC   | 41  | 19 | 12 | 5  | 2  | 33 | 16 | +17  |
| 2    | AS Monaco FC             | 38  | 19 | 11 | 5  | 3  | 31 | 17 | +14  |
| 3    | Olympique lyonnais       | 30  | 19 | 9  | 3  | 7  | 26 | 29 | -3   |
| 4    | LOSC Lille               | 29  | 19 | 7  | 8  | 4  | 21 | 16 | +5   |
| 5    | AS Saint-Étienne         | 28  | 19 | 8  | 4  | 7  | 20 | 19 | +1   |
| 6    | Olympique de Marseille   | 27  | 19 | 6  | 9  | 4  | 23 | 20 | +3   |
| 7    | Toulouse FC              | 25  | 19 | 7  | 4  | 8  | 23 | 27 | -4   |
| 8    | Stade Rennais FC         | 23  | 19 | 6  | 5  | 8  | 23 | 22 | +1   |
| 9    | FC Nantes                | 21  | 19 | 5  | 6  | 8  | 19 | 24 | -5   |
| 10   | Stade de Reims           | 21  | 19 | 5  | 6  | 8  | 18 | 26 | -8   |
| 11   | Girondins de Bordeaux    | 19  | 19 | 3  | 10 | 6  | 18 | 23 | -5   |
| 12   | FC Lorient               | 18  | 19 | 5  | 3  | 11 | 19 | 28 | -9   |
| 13   | Montpellier HSC          | 18  | 19 | 3  | 9  | 7  | 23 | 34 | -11  |
| 14   | Évian Thonon Gaillard FC | 17  | 19 | 4  | 5  | 10 | 14 | 27 | -13  |
| 15   | EA Guingamp              | 14  | 19 | 3  | 5  | 11 | 13 | 26 | -13  |
| 16   | SC Bastia                | 14  | 19 | 3  | 5  | 11 | 21 | 38 | -17  |
| 17   | Valenciennes FC          | 12  | 19 | 3  | 3  | 13 | 14 | 34 | -20  |
| 18   | OGC Nice                 | 10  | 19 | 2  | 4  | 13 | 19 | 28 | -9   |
| 19   | FC Sochaux               | 10  | 19 | 2  | 4  | 13 | 17 | 43 | -26  |
| 20   | AC Ajaccio               | 6   | 19 | 1  | 3  | 15 | 14 | 49 | -35  |

### Évolution du classement
| Journées →    | 1       | 2  | 3  | 4  | 5  | 6  | 7  | 8  | 9  | 10 | 11 | 12 | 13 | 14 | 15 | 16 | 17 | 18 | 19 | 20 | 21 | 22 | 23 | 24 | 25 | 26 | 27 | 28 | 29 | 30 | 31 | 32 | 33 | 34 | 35 | 36 | 37 | 38 | En tête | Relégable |    |  |    |
| ------------- | ------- | -- | -- | -- | -- | -- | -- | -- | -- | -- | -- | -- | -- | -- | -- | -- | -- | -- | -- | -- | -- | -- | -- | -- | -- | -- | -- | -- | -- | -- | -- | -- | -- | -- | -- | -- | -- | -- | ------- | --------- | -- |  | -- |
| Journées →    | Ajaccio | 14 | 14 | 17 | 17 | 17 | 18 | 17 | 16 | 17 | 17 | 18 | 19 | 19 | 19 | 19 | 19 | 19 | 19 | 20 | 20 | 20 | 20 | 20 | 20 | 20 | 20 | 20 | 20 | 20 | 20 | 20 | 20 | 20 | 20 | 20 | 20 | 20 | En tête | Relégable | 20 |  | 29 |
| Bastia        | 18      | 11 | 15 | 9  | 10 | 10 | 14 | 12 | 10 | 14 | 11 | 13 | 10 | 10 | 8  | 8  | 12 | 13 | 13 | 13 | 12 | 11 | 10 | 9  | 9  | 9  | 9  | 10 | 11 | 10 | 10 | 10 | 11 | 10 | 11 | 12 | 10 | 10 |         | 1         |    |  |    |
| Bordeaux      | 17      | 17 | 9  | 15 | 16 | 17 | 18 | 17 | 15 | 15 | 13 | 10 | 12 | 12 | 9  | 7  | 7  | 5  | 5  | 8  | 9  | 7  | 7  | 7  | 8  | 7  | 8  | 8  | 9  | 9  | 9  | 7  | 7  | 7  | 7  | 7  | 7  | 7  |         | 1         |    |  |    |
| Évian TG      | 9       | 16 | 20 | 14 | 11 | 11 | 15 | 13 | 16 | 16 | 16 | 14 | 14 | 15 | 16 | 15 | 15 | 16 | 16 | 16 | 17 | 17 | 17 | 17 | 17 | 17 | 17 | 17 | 17 | 17 | 17 | 17 | 16 | 16 | 17 | 17 | 17 | 14 |         | 1         |    |  |    |
| Guingamp      | 16      | 20 | 14 | 18 | 15 | 16 | 12 | 15 | 13 | 9  | 5  | 9  | 8  | 8  | 7  | 9  | 9  | 12 | 12 | 12 | 14 | 14 | 16 | 16 | 16 | 16 | 13 | 14 | 13 | 14 | 16 | 16 | 17 | 17 | 16 | 16 | 15 | 16 |         | 2         |    |  |    |
| Lille         | 7       | 9  | 6  | 7  | 12 | 8  | 4  | 4  | 3  | 3  | 3  | 2  | 2  | 2  | 2  | 2  | 3  | 3  | 3  | 3  | 3  | 3  | 3  | 3  | 3  | 3  | 3  | 3  | 3  | 3  | 3  | 3  | 3  | 3  | 3  | 3  | 3  | 3  |         |           |    |  |    |
| Lorient       | 15      | 10 | 16 | 10 | 14 | 14 | 16 | 18 | 18 | 18 | 17 | 17 | 17 | 17 | 14 | 13 | 11 | 8  | 9  | 11 | 10 | 10 | 11 | 11 | 11 | 12 | 12 | 11 | 12 | 12 | 13 | 14 | 10 | 12 | 12 | 9  | 8  | 8  |         | 3         |    |  |    |
| Lyon          | 1       | 1  | 3  | 8  | 8  | 7  | 8  | 9  | 14 | 11 | 14 | 12 | 7  | 7  | 10 | 12 | 10 | 10 | 10 | 9  | 8  | 6  | 6  | 6  | 6  | 6  | 6  | 5  | 5  | 5  | 5  | 5  | 5  | 5  | 5  | 5  | 5  | 5  | 2       |           |    |  |    |
| Marseille     | 3       | 3  | 1  | 2  | 4  | 4  | 3  | 3  | 4  | 5  | 6  | 5  | 5  | 4  | 4  | 4  | 5  | 7  | 6  | 5  | 5  | 5  | 5  | 5  | 5  | 5  | 5  | 6  | 6  | 6  | 6  | 6  | 6  | 6  | 6  | 6  | 6  | 6  | 1       |           |    |  |    |
| Monaco        | 4       | 2  | 2  | 1  | 1  | 1  | 1  | 1  | 1  | 2  | 2  | 3  | 3  | 3  | 3  | 3  | 2  | 2  | 2  | 2  | 2  | 2  | 2  | 2  | 2  | 2  | 2  | 2  | 2  | 2  | 2  | 2  | 2  | 2  | 2  | 2  | 2  | 2  | 6       |           |    |  |    |
| Montpellier   | 12      | 18 | 10 | 11 | 13 | 13 | 13 | 11 | 8  | 12 | 15 | 16 | 16 | 16 | 17 | 15 | 17 | 17 | 17 | 17 | 16 | 15 | 14 | 14 | 14 | 11 | 11 | 13 | 14 | 15 | 15 | 13 | 15 | 14 | 13 | 14 | 14 | 15 |         | 1         |    |  |    |
| Nantes        | 4       | 5  | 12 | 13 | 9  | 12 | 9  | 6  | 5  | 4  | 4  | 4  | 4  | 5  | 6  | 5  | 4  | 6  | 7  | 6  | 6  | 8  | 8  | 10 | 12 | 14 | 15 | 15 | 15 | 13 | 14 | 15 | 12 | 11 | 10 | 11 | 12 | 13 |         |           |    |  |    |
| Nice          | 20      | 12 | 11 | 12 | 7  | 5  | 7  | 5  | 6  | 6  | 8  | 11 | 13 | 13 | 15 | 16 | 16 | 15 | 14 | 14 | 13 | 13 | 12 | 13 | 13 | 15 | 16 | 12 | 10 | 11 | 11 | 11 | 13 | 15 | 14 | 15 | 16 | 17 |         | 1         |    |  |    |
| Paris SG      | 10      | 13 | 8  | 4  | 3  | 2  | 2  | 2  | 2  | 1  | 1  | 1  | 1  | 1  | 1  | 1  | 1  | 1  | 1  | 1  | 1  | 1  | 1  | 1  | 1  | 1  | 1  | 1  | 1  | 1  | 1  | 1  | 1  | 1  | 1  | 1  | 1  | 1  | 29      |           |    |  |    |
| Reims         | 13      | 7  | 5  | 6  | 6  | 9  | 10 | 10 | 9  | 13 | 10 | 6  | 6  | 9  | 11 | 10 | 8  | 9  | 8  | 7  | 7  | 9  | 9  | 8  | 7  | 8  | 7  | 7  | 7  | 7  | 7  | 9  | 8  | 8  | 8  | 8  | 9  | 11 |         |           |    |  |    |
| Rennes        | 6       | 8  | 4  | 5  | 5  | 6  | 5  | 8  | 11 | 10 | 9  | 8  | 11 | 11 | 13 | 11 | 13 | 14 | 15 | 15 | 15 | 16 | 15 | 15 | 15 | 13 | 14 | 16 | 16 | 16 | 12 | 12 | 14 | 13 | 15 | 13 | 13 | 12 |         |           |    |  |    |
| Saint-Étienne | 7       | 4  | 7  | 3  | 2  | 3  | 6  | 7  | 7  | 7  | 7  | 7  | 9  | 6  | 5  | 6  | 6  | 4  | 4  | 4  | 4  | 4  | 4  | 4  | 4  | 4  | 4  | 4  | 4  | 4  | 4  | 4  | 4  | 4  | 4  | 4  | 4  | 4  |         |           |    |  |    |
| Sochaux       | 10      | 15 | 19 | 19 | 20 | 20 | 20 | 19 | 19 | 19 | 19 | 20 | 20 | 20 | 20 | 20 | 20 | 20 | 19 | 19 | 19 | 19 | 19 | 19 | 19 | 19 | 19 | 19 | 19 | 19 | 19 | 19 | 18 | 18 | 18 | 18 | 18 | 18 |         | 36        |    |  |    |
| Toulouse      | 19      | 19 | 18 | 20 | 19 | 15 | 11 | 14 | 12 | 8  | 12 | 15 | 15 | 14 | 12 | 14 | 14 | 11 | 11 | 10 | 11 | 12 | 13 | 12 | 10 | 10 | 10 | 9  | 8  | 8  | 8  | 8  | 9  | 9  | 9  | 10 | 11 | 9  |         | 5         |    |  |    |
| Valenciennes  | 2       | 6  | 13 | 16 | 18 | 19 | 19 | 20 | 20 | 20 | 20 | 18 | 18 | 18 | 18 | 18 | 18 | 18 | 18 | 18 | 18 | 18 | 18 | 18 | 18 | 18 | 18 | 18 | 18 | 18 | 18 | 18 | 19 | 19 | 19 | 19 | 19 | 19 |         | 34        |    |  |    |

### Buts marqués par journée
Ce graphique représente le nombre de buts marqués lors de chaque journée.
Total de 931 buts en 38 journées (24,5 / journée et 2,45 / match)

### Classement des buteurs
|    | Buteur              | Club                   | Buts Note 1 | Pen. Note 1 | Pas. Note 2 | J Note 3 | Min. Note 4 | Pts. Note 5 |
| -- | ------------------- | ---------------------- | ----------- | ----------- | ----------- | -------- | ----------- | ----------- |
| 1  | Zlatan Ibrahimović  | Paris Saint-Germain    | 26          | 7           | 11          | 17       | 2766        | 47          |
| 2  | André-Pierre Gignac | Olympique de Marseille | 16          | 1           | 3           | 15       | 2723        | 36          |
| 3  | Vincent Aboubakar   | FC Lorient             | 16          | 2           | 6           | 14       | 2923        | 29          |
| 4  | Wissam Ben Yedder   | Toulouse FC            | 16          | 2           | 5           | 11       | 2991        | 22          |
| 5  | Edinson Cavani      | Paris Saint-Germain    | 16          | 2           | 1           | 14       | 2298        | 36          |
| 6  | Salomon Kalou       | LOSC Lille             | 16          | 5           | 5           | 12       | 3101        | 30          |
| 7  | Alexandre Lacazette | Olympique lyonnais     | 15          | 0           | 3           | 13       | 2896        | 29          |
| 8  | Bafétimbi Gomis     | Olympique lyonnais     | 14          | 1           | 1           | 14       | 2453        | 30          |
| 9  | Rémy Cabella        | Montpellier HSC        | 14          | 3           | 5           | 11       | 3203        | 18          |
| 10 | Mevlüt Erding       | AS Saint-Étienne       | 12          | 1           | 1           | 10       | 1999        | 24          |

| Source : Classement officiel des buteurs 1 : Nombre de buts inscrits (+) dont nombre de pénaltys (-) 2 : Nombre de passes décisives (+) 3 : Nombre de matchs joués en ayant inscrit au moins un but (+) 4 : Temps de jeu total en minutes (-) 5 : Nombre de points au classement(+) |

### Classement des passeurs
|    | Passeur            | Club                   | Pas. Note 1 | CPA. Note 1 | J Note 2 | Min. Note 3 |
| -- | ------------------ | ---------------------- | ----------- | ----------- | -------- | ----------- |
| 1  | James Rodríguez    | AS Monaco FC           | 12          | 3           | 10       | 2631        |
| 2  | Zlatan Ibrahimović | Paris Saint-Germain    | 11          | 0           | 9        | 2766        |
| 3  | Lucas              | Paris Saint-Germain    | 10          | 4           | 9        | 1937        |
| 4  | Grégory Sertic     | Girondins de Bordeaux  | 10          | 5           | 9        | 2578        |
| 5  | Henri Bedimo       | Olympique lyonnais     | 8           | 0           | 8        | 3146        |
| 6  | Yann Jouffre       | FC Lorient             | 7           | 3           | 6        | 2335        |
| 7  | Serge Aurier       | Toulouse FC            | 6           | 0           | 6        | 3044        |
| 8  | Vincent Aboubakar  | FC Lorient             | 6           | 0           | 5        | 2923        |
| 9  | Martin Braithwaite | Toulouse FC            | 6           | 1           | 6        | 2600        |
| 10 | Mathieu Valbuena   | Olympique de Marseille | 6           | 2           | 6        | 2520        |

| Source : Classement officiel des passeurs 1 : Nombre de passes décisives (+) dont coups de pied arrêtés (-) 2 : Nombre de matchs joués durant lesquels le joueur a effectué une ou plusieurs passes décisives (+) 3 : Temps de jeu total en minutes (-) |

### Bilan de la saison
- Meilleure attaque : Paris SG 84 buts.
- Meilleure défense : Paris SG 23 buts.
- Premier but de la saison :  Rémy Cabella   10e pour Montpellier HSC contre Paris SG (1-1), le 9 août 2013.
- Dernier but de la saison : Grégory Bourillon   90+2e (csc) pour Lille OSC contre FC Lorient (1-4), le 17 mai 2014.
- Premier but contre son camp :  Julian Palmieri   90+1e (csc) pour le SC Bastia en faveur du FC Nantes (2-0), le 10 août 2013.
- Premier penalty :  Maor Melikson   37e (pen.) pour le Valenciennes FC contre le Toulouse FC (3-0), le 10 août 2013.
- Premier coup franc direct :  Yoann Gourcuff   90+2e (cf.) pour l'Olympique lyonnais contre l'OGC Nice (4-0), le 10 août 2013.
- Premier doublé :  Alexandre Lacazette   13e   69e pour l'Olympique lyonnais contre le OGC Nice (4-0), le 10 août 2013.
- Premier triplé :  Emmanuel Rivière   44e   57e   79e pour l'AS Monaco contre Montpellier HSC (4-1), le 18 août 2013.
- But le plus rapide d'une rencontre :  Filip Djordjevic   2e (112 secondes) pour le FC Nantes contre l'Évian TG (3-0), le 5 octobre 2013.
- But le plus tardif d'une rencontre :  Layvin Kurzawa   90+5e pour l'AS Monaco contre le Stade de Reims (3-2), le 21 février 2014.
- Plus jeune buteur de la saison :  Anthony Martial à l'âge de 17 ans, 11 mois et 25 jours pour l'AS Monaco face au Stade rennais (2-0), le 30 novembre 2013.
- Plus vieux buteur de la saison :  Cédric Barbosa à l'âge de 37 ans, 11 mois et 22 jours pour Évian TG contre le FC Nantes (0-2), le 28 février 2014.
- Plus longue série d'invincibilité :  Vincent Enyeama : 1062 minutes entre la 5e et la 17e journée pour le Lille OSC.
- Plus grand nombre de matchs sans encaisser de but : 22 pour le Lille OSC.
- Journée de championnat la plus riche en buts : 9e journée (33 buts).
- Journée de championnat la plus pauvre en buts : 3e journée (15 buts).
- Nombre de buts inscrits durant la saison : 931 (24,50/journée).
  - 536 buts inscrits à domicile (14,11/journée) ;
  - 395 buts inscrits à l'extérieur (10,39/journée).
- Plus grande marge de buts dans une rencontre : 5 buts.
  - 5-0 pour le Stade rennais FC sur le terrain du Toulouse FC, le 26 octobre 2013.
  - 5-0 pour le Paris SG contre le FC Sochaux-Montbéliard, le 7 décembre 2013.
  - 5-0 pour le Paris SG contre le FC Nantes, le 19 janvier 2014.
- Plus grand nombre de buts dans une rencontre : 8 buts , 
  - 4-4 entre le FC Lorient et Montpellier HSC, le 20 avril 2014.
  - 2-6 pour le FC Nantes contre Valenciennes FC, le 20 avril 2014.
- Plus large victoire à domicile : 
  - 5-0 pour le Paris SG contre le FC Sochaux-Montbéliard, le 7 décembre 2013.
  - 5-0 pour le Paris SG contre le FC Nantes, le 19 janvier 2014.
- Plus large victoire à l'extérieur : 
  - 0-5 pour le Stade rennais FC sur le terrain du Toulouse FC, le 26 octobre 2013.
- Plus grand nombre de buts en une mi-temps : 6 buts.
  - 2e mi-temps de FC Lorient-Montpellier HSC , le 20 avril 2014.
- Plus grand nombre de buts dans une rencontre par un joueur : 3 buts.
  - Emmanuel Rivière pour l'AS Monaco contre Montpellier HSC (4-1), le 18 août 2013.
  - Zlatan Ibrahimović pour le Paris SG contre l'OGC Nice le 9 novembre 2013.
  - Wissam Ben Yedder pour le Toulouse FC contre le FC Sochaux-Montbéliard le 30 novembre 2013.
  - Zlatan Ibrahimović pour le Paris SG contre le Toulouse FC (2-4) le 23 février 2013.
  - Salomon Kalou pour le LOSC Lille contre l'AC Ajaccio (2-3), le 2 mars 2014.
  - André Ayew pour l'Olympique de Marseille contre l'AC Ajaccio (1-3), le 4 avril 2014.
  - Cheick Diabaté pour les Girondins de Bordeaux contre l'En Avant Guingamp, le 20 avril 2014.
- Coup du chapeau le plus rapide :  Cheick Diabaté   8e   20e   28e pour les Girondins de Bordeaux contre l'En Avant Guingamp, le 20 avril 2014.
- Les coups du chapeau de la saison : 
  -  Emmanuel Rivière   44e   57e   79e pour l'AS Monaco contre Montpellier HSC (4-1), le 18 août 2013.
  -  Zlatan Ibrahimović   39e   57e   75e pour le Paris SG contre OGC Nice (3-1), le 9 novembre 2013.
  -  Wissam Ben Yedder   28e   45e   62e pour le Toulouse FC contre le FC Sochaux-Montbéliard (5-1), le 30 novembre 2013.
  -  Zlatan Ibrahimović   32e   68e   89e pour le Paris SG contre Toulouse FC (2-4), le 23 février 2014.
  -  Salomon Kalou   25e   38e   75e pour le LOSC Lille contre l'AC Ajaccio (2-3), le 2 mars 2014.
  -  André Ayew   4e   60e   76e pour l'Olympique de Marseille contre l'AC Ajaccio (1-3), le 4 avril 2014.
  -  Cheick Diabaté   8e   20e   28e pour les Girondins de Bordeaux contre l'En Avant Guingamp, le 20 avril 2014.
- Plus grand nombre de spectateurs dans une rencontre : 48 960 (LOSC Lille - Paris Saint-Germain).
- Plus petit nombre de spectateurs dans une rencontre : 5 534 (AC Ajaccio - Stade de Reims).
- Plus grand nombre de cartons jaunes dans un match : 9 cartons
  - Ajaccio - Lyon : à Claude Gonçalves, Salim Arrache, Paul Lasne, Aboubacar Demba Camara et Chahir Belghazouani (Ajaccio), Steed Malbranque, Clément Grenier et Alexandre Lacazette (x2) (Lyon), le 25 septembre 2013.
- Plus grand nombre de cartons rouges dans un match : 3 cartons
  - Lyon - Lorient : à Mouhamadou Dabo et Jordan Ferri (Lyon) et Kevin Monnet-Paquet (Lorient)
- Champion d'automne : Paris Saint-Germain
- Champion d'automne : Paris SG (44 points).
- Champion : Paris SG.

## Trophées UNFP
- Meilleur Joueur :  Zlatan Ibrahimović pour le Paris SG.
- Meilleur Gardien :  Salvatore Sirigu pour le Paris SG.
- Meilleur Espoir :  Marco Verratti pour le Paris SG.
- Meilleur Entraineur :  René Girard pour le Lille OSC.
- Plus beau but :  Zlatan Ibrahimović pour le Paris SG (10e journée contre SC Bastia).

## Anecdotes
Les trois premiers entraîneurs qui ont été remplacés étaient tous relégables au moment où les présidents des équipes respectives les ont démis de leurs fonctions.
Lors de la 15e journée de Ligue 1, le 1er décembre 2013, le onze de départ du Paris Saint Germain ne comporte aucun joueur français.

## Parcours en Coupe d'Europe

### Parcours européen des clubs
Le parcours des clubs français en coupes d'Europe est important puisqu'il détermine le coefficient UEFA, et donc le nombre de clubs français présents en coupes d'Europe les années suivantes.
| Club                   | Compétition         | Résultat              | Ultime(s) adversaire(s) | Ultime(s) adversaire(s) | Ultime(s) adversaire(s) |
| ---------------------- | ------------------- | --------------------- | ----------------------- | ----------------------- | ----------------------- |
| Paris Saint-Germain    | Ligue des champions | Quart de finale       | Chelsea FC              | Chelsea FC              | Chelsea FC              |
| Olympique de Marseille | Ligue des champions | Phase de groupes (4e) | Borussia Dortmund       | Arsenal FC              | SSC Naples              |
| Olympique Lyonnais     | Ligue des champions | Barrages              | Real Sociedad           | Real Sociedad           | Real Sociedad           |
| Olympique Lyonnais     | Ligue Europa        | Quarts de finale      | Juventus                | Juventus                | Juventus                |
| Girondins de Bordeaux  | Ligue Europa        | Phase de groupes (4e) | Eintracht Francfort     | Maccabi Tel-Aviv        | APOEL Nicosie           |
| AS Saint-Étienne       | Ligue Europa        | Barrages              | Esbjerg fB              | Esbjerg fB              | Esbjerg fB              |
| OGC Nice               | Ligue Europa        | Barrages              | Apollon Limassol        | Apollon Limassol        | Apollon Limassol        |

### Classement des fédérations
Le parcours des clubs français en UEFA est important puisqu'il détermine le coefficient UEFA, lequel attribue les places en coupes d'Europe.
Le classement UEFA de la fin de saison 2013-2014 répartit les places des coupes d'Europe de la saison 2015-2016.
| Rang 2014 | Rang 2013 | Évolution | Ligue    | 2009-2010 | 2010-2011 | 2011-2012 | 2012-2013 | 2013-2014 | Coefficient UEFA | Places en Ligue des champions de l'UEFA | Places en Ligue des champions de l'UEFA | Places en Ligue des champions de l'UEFA | Places en Ligue Europa | Places en Ligue Europa | Places en Ligue Europa | Places en Ligue Europa |
| Rang 2014 | Rang 2013 | Évolution | Ligue    | 2009-2010 | 2010-2011 | 2011-2012 | 2012-2013 | 2013-2014 | Coefficient UEFA | PG                                      | TB                                      | T3                                      | PG                     | TB                     | T3                     | T2                     |
| --------- | --------- | --------- | -------- | --------- | --------- | --------- | --------- | --------- | ---------------- | --------------------------------------- | --------------------------------------- | --------------------------------------- | ---------------------- | ---------------------- | ---------------------- | ---------------------- |
| 4         | 4         | =         | Italie   | 15,428    | 11,571    | 11,357    | 14,416    | 14,000    | 66,772           | 2                                       | 1                                       | 0                                       | 1                      | 1                      | 1                      | 0                      |
| 5         | 5         | =         | Portugal | 10,000    | 18,800    | 11,883    | 11,750    | 9,416     | 61,799           | 2                                       | 1                                       | 0                                       | 1                      | 1                      | 1                      | 0                      |
| 6         | 6         | =         | France   | 15,000    | 10,750    | 10,500    | 11,750    | 8,500     | 56,500           | 2                                       | 0                                       | 1                                       | 1                      | 1                      | 1                      | 0                      |
| 7         | 9         | +2        | Russie   | 6,166     | 10,916    | 9,750     | 9,750     | 10,416    | 46,998           | 1                                       | -                                       | 1                                       | -                      | 2                      | 1                      | 1                      |

### Classement des clubs
- Ligue des champions 2013-2014
- Ligue Europa 2013-2014

| Rang 2013 | Rang 2014 | Évolution | Club                   | 2009-2010 | 2010-2011 | 2011-2012 | 2012-2013 | 2013-2014 |                  |
| Rang 2013 | Rang 2014 | Évolution | Club                   | 2009-2010 | 2010-2011 | 2011-2012 | 2012-2013 | 2013-2014 | Coefficient UEFA |
| --------- | --------- | --------- | ---------------------- | --------- | --------- | --------- | --------- | --------- | ---------------- |
| 12        | 12        | =         | Olympique lyonnais     | 28,000    | 19,150    | 19,100    | 14,350    | 16,700    | 97,300           |
| 19        | 16        | +3        | Paris Saint-Germain    | 3,000     | 14,150    | 9,100     | 27,350    | 26,700    | 80,300           |
| 16        | 24        | -8        | Olympique de Marseille | 17,000    | 20,150    | 21,100    | 6,350     | 5,700     | 70,300           |
| 34        | 42        | -8        | Girondins de Bordeaux  | 30,000    | 2,150     | 2,100     | 14,350    | 3,700     | 52,300           |
| 79        | 138       | -59       | AS Saint-Etienne       | 3,000     | 2,150     | 2,100     | 2,350     | 3,200     | 12,800           |
| -         | 138       | -         | OGC Nice               | 3,000     | 2,150     | 2,100     | 2,350     | 3,200     | 12,800           |